# Solenangis longipes
Solenangis longipes är en orkidéart som beskrevs av Rod Rice. Solenangis longipes ingår i släktet Solenangis och familjen orkidéer.
Artens utbredningsområde är Tanzania. Inga underarter finns listade i Catalogue of Life.